# تشاينا آن ماكلين
تشاينا ماكلاين (بالإنجليزية: China Anne McClain)‏ (25 أغسطس 1998-) ممثلة ومغنية انتجتها شركة والت ديزني.

## حياتها ونشأتها
ولدت تشاينا في مدينة فلوريدا
بدأت تشاينا مسيرتها في عام 2010 عندما ظهرت في حلقة واحدة من مسلسل جوناس ال أي Jonas L.A الذي يعرض على قناة ديزني
وبعدها بدأت تشاينا في عرض مسلسلها الحالي A.N.T Farm
حيث أن المسلسل يتكلم عن مجرد مراهقة ‹تشاينا ›تحب الموسيقى ولديها أخ اسمه كاميرون وأصدقائها أوليف وفليتشر
وتواجه تشاينا في حياتها في المدرسة بعض المشاكل الطريفة
لدى تشاينا ماكلاين عدة أغاني وحققت الشهرة منها في عام 2011 أنتجت أول أغنية بعنوان ديناميت
تشاينا تعتبر من أكثر الفتيات شهرة حاليا لانها بشخصيتها في هذا المسلسل كان دورا رائعا منها ان تمثل فيه

## وصلات خارجية
- تشاينا آن ماكلين على موقع IMDb (الإنجليزية)
- تشاينا آن ماكلين على موقع ميتاكريتيك (الإنجليزية)
- تشاينا آن ماكلين على موقع قاعدة بيانات الأفلام العربية
- تشاينا آن ماكلين على موقع ألو سيني (الفرنسية)
- تشاينا آن ماكلين على موقع ميوزك برينز (الإنجليزية)
- تشاينا آن ماكلين على موقع تيرنر كلاسيك موفيز (الإنجليزية)
- تشاينا آن ماكلين على موقع أول موفي (الإنجليزية)
- تشاينا آن ماكلين على موقع قاعدة بيانات الأفلام السويدية (السويدية)
- تشاينا آن ماكلين على موقع إن إن دي بي (الإنجليزية)
- تشاينا آن ماكلين على موقع أول ميوزيك (الإنجليزية)